# Wankdorf
Het Wankdorf was een voetbalstadion in Bern in Zwitserland. Het werd bespeeld door BSC Young Boys en had op zijn hoogtepunt een capaciteit van 64.000 toeschouwers. Het werd gebruikt tijdens het WK voetbal in 1954 toen er vijf wedstrijden, waaronder de finale, werden gespeeld.
Het stadion werd in 2001 gesloten en afgebroken waarna op dezelfde plek een compleet nieuw stadion werd gebouwd.

## Interlands
| №  | Datum        | Wedstrijd                   | Uitslag | Competitie               | Toeschouwers |
| -- | ------------ | --------------------------- | ------- | ------------------------ | ------------ |
| 1. | 16 juni 1954 | Uruguay – Tsjecho-Slowakije | 2 – 0   | WK 1954 Groepsfase (C)   | 20.500       |
| 2. | 17 juni 1954 | West-Duitsland – Turkije    | 4 – 1   | WK 1954 Groepsfase (B)   | 39.000       |
| 3. | 20 juni 1954 | Engeland – Zwitserland      | 2 – 0   | WK 1954 - Groepsfase (D) | 50.000       |
| 4. | 27 juni 1954 | Brazilië – Hongarije        | 2 – 4   | WK 1954 Groepsfase (D)   | 60.000       |
| 5. | 4 juli 1954  | Hongarije – West-Duitsland  | 2 – 3   | Finale WK 1954           | 60.000       |

St. Jakob-Park (Bazel) · Wankdorf (Bern) · Stade des Charmilles (Genève) · Stade Olympique de la Pontaise (Lausanne) · Stadio di Cornaredo (Lugano) · Hardturm (Zürich)